# Chwarstno
Chwarstno [pronunciación en polaco: /ˈxfarstnɔ/] (en alemán: Horst) es un pueblo ubicado en el distrito administrativo de Gmina Węgorzyno, dentro del Distrito de Łobez, Voivodato de Pomerania Occidental, en el norte de Polonia occidental. Se encuentra aproximadamente a 8 kilómetros al oeste de Węgorzyno, a 16 kilómetros al suroeste de Łobez, y a 59 kilómetros al este de la regional capital Szczecin.
Antes de 1945, el área fue parte de Alemania. Luego de la Segunda Guerra Mundial la población alemana fue expulsada y reemplazada por Polos. Para la historia de la región, vea Historia de Pomerania.